# غضب البحار (لوحة)
غضب البحار (بالروسي: Гнев морей) لوحة زيتية بريشة الرسام البحري الروسي إيفان إيفازوفسكي سنة 1886. تصور اللوحة عاصفة هوجاء في قلب بحر، تماماً مثل أشهر لوحات إيفازوفسكي السابقة تظهر اللوحة كلاً من تدمير الطبيعة وجمالها. ألان اللوحة محفوظة في مجموعة خاصة.

## الوصف
تصور اللوحة بحرًا عاصفًا بالقرب من صخور تتلاشى في الظلام. يندمج البحر الهائج مع السماء العاصفة. يضرب البرق من وراء السحب الكثيفة. تتناثر الأمواج على الساحل العالي وتتدفق على الصخور. يتم تصوير جو العاصفة وغضب البحر بقوة بحيث يمكن للمشاهد أن يسمع صوت الأمواج المتلاطمة والرعد المتدحرج. على الجانب الأيسر من المقدمة، يمكنك رؤية قارب به أشخاص يحاولون النجاة من حطام سفينة. أحدهم يشير بيده نحو الساحل، والآخرون يجدفون، وإرادة النجاة تعطي الأمل في إنقاذ أولئك الذين رفضوا الاستسلام للكارثة. تسود الألوان الداكنة في اللوحة. ومع ذلك، هناك تباين كبير بين السحب الثقيلة التي لا يمكن اختراقها وحوافها الخفيفة التي يخترقها ضوء القمر. تعتمد اللوحة على مزيج من درجات اللون الرمادي الفاتح والدافئ والأزرق الداكن والأصفر.

ما يقوله فيودور دوستويفسكي عن لوحة إيفازوفسكي «عاصفة فوق ييفباتوريا» تنطبق على لوحة «غضب البحر»: 
«عاصفته مليئة بالإثارة والجمال الدائم الذي يذهل المتفرج وهو يفكر في عاصفة حقيقية حية» وأكثر من ذلك: «عند تصوير التنوع اللامتناهي للعاصفة، لا يمكن أن يبدو أي شيء مبالغًا فيه».
هذه الكلمات صحيحة تمامًا بالنسبة لغضب البحار أيضًا، على الرغم من حقيقة أنه تم إنشاؤها بعد 25 عامًا من نشر مقال فيودور دوستويفسكي (1861). تحتوي اللوحة على توقيعين للمؤلف، وهو أمر شائع جدًا بالنسبة لإيفان إيفازوفسكي. واحد منهم في المقدمة بجانب الزاوية اليمنى السفلى وهو مصنوع من الطلاء الأسود مكتوب: “إيفازوفسكي 1886”. يحتوي طلاء التوقيع على نفس أنماط التصدع مثل الطبقة السفلية. توقيع المؤلف الثاني موجود على الجزء الخلفي من اللوحة في أعلى يمينها وهو مصنوع من الطلاء البني مكتوب: «إيفازوفسكي».

تفاصيل من اللوحة.
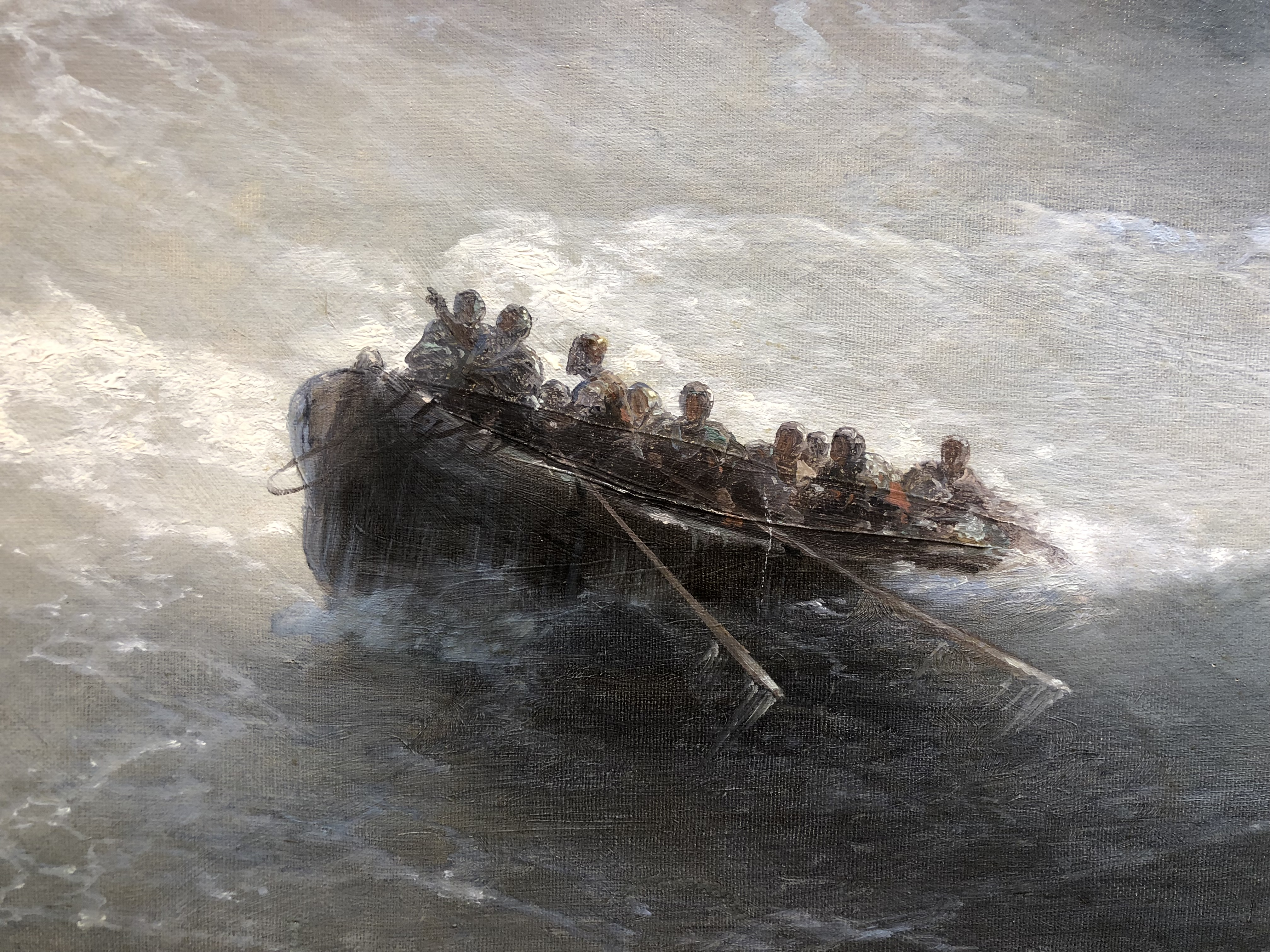
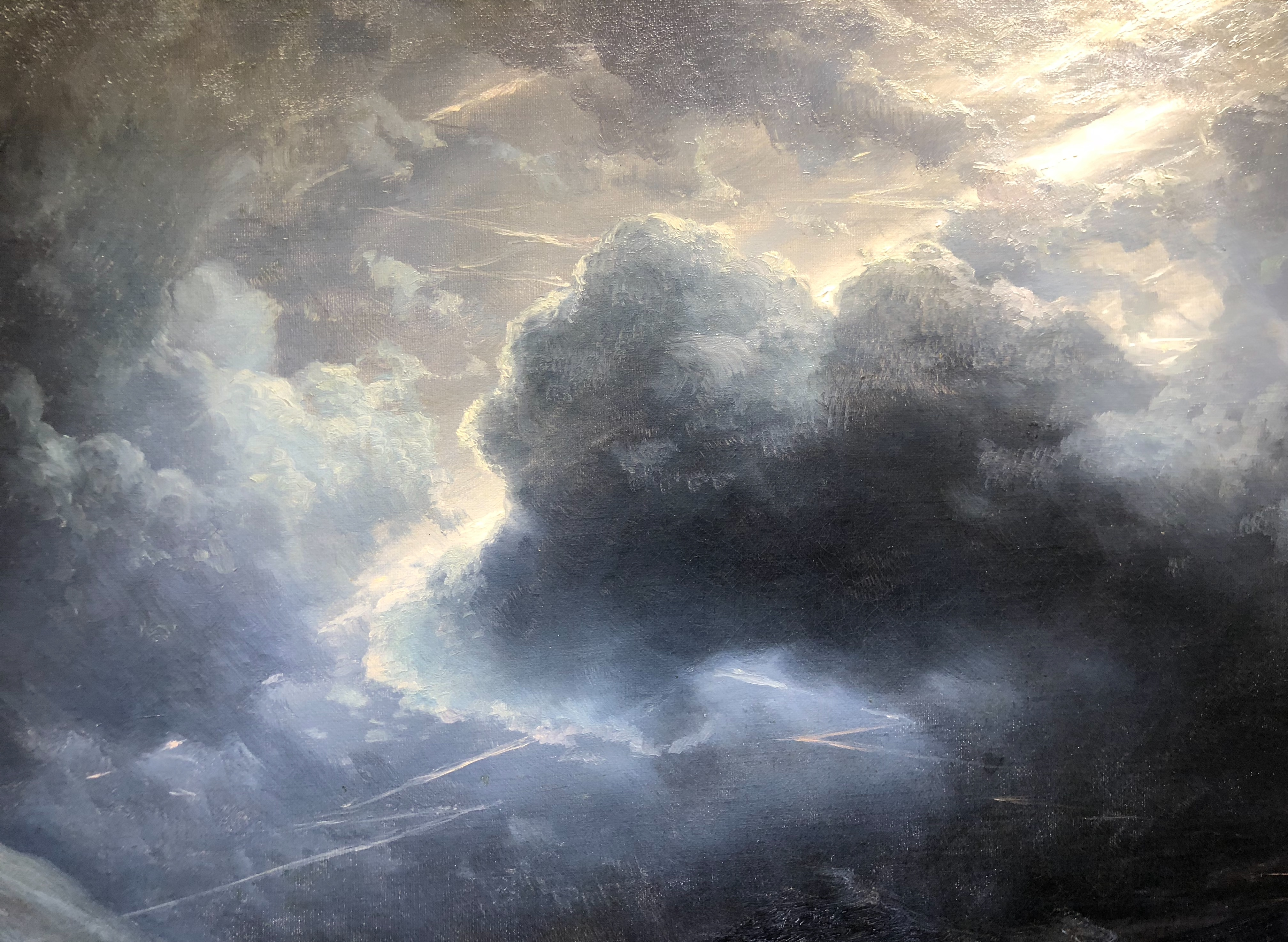
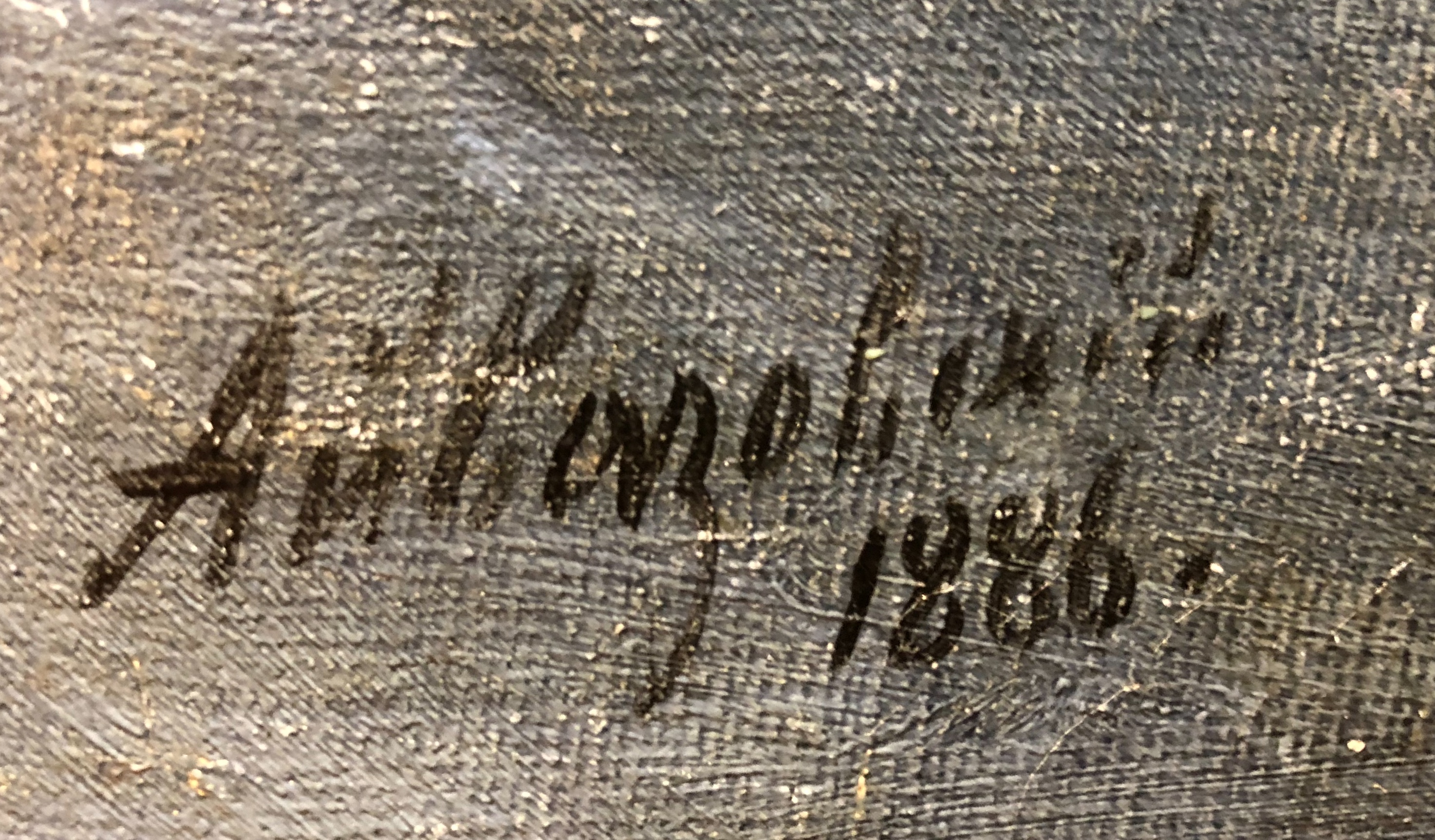
التوقيع في مقدمة اللوحة.
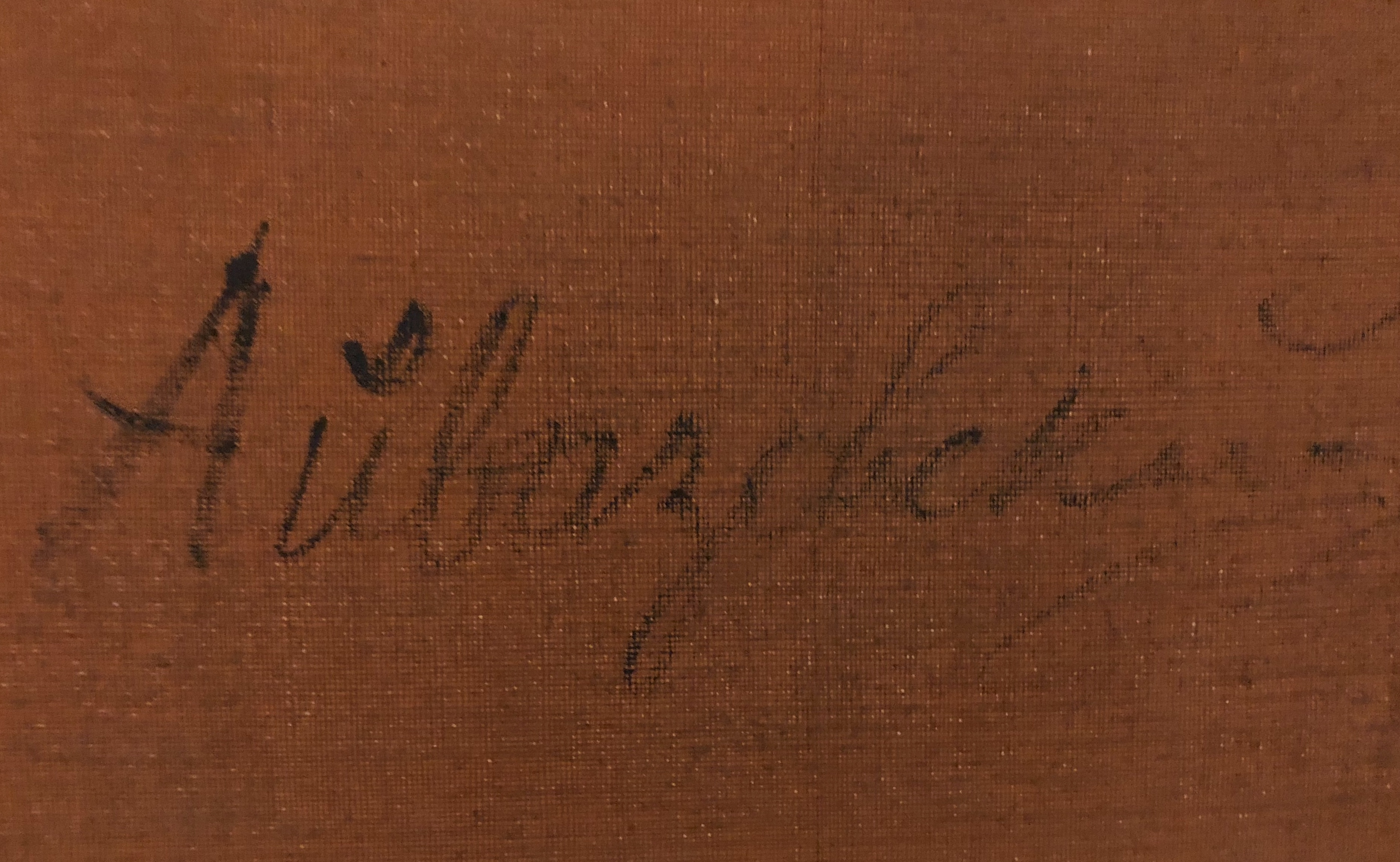
التوقيع في مؤخرة اللوحة.

### خصوصيات رسم اللوحة
أثناء قيامه بإنشاء اللوحة، استخدم الفنان تقنية طلاء معقدة، بما في ذلك الرسم الأولي بقلم رصاص الجرافيت المعطف، وبعض طبقات الطلاء من مختلف القوام والاتجاهات والتشويش واللون الزائد وضربات الفرشات ذات الأشكال المختلفة والسماكة والطول والتكماشات المتنوعة.
تم رسم اللوحة على عدة مراحل. يتكون المخطط الرئيسي في ضربات فرشات كبيرة ذات سمك متوسط. ثم يتم تصوير التفاصيل الدقيقة فوق الطبقة التي تم لمسها قليلاً بالتلاشي. حواف السحابة الساطعة مطلية بفرشاة خشنة بضربات قصيرة تصور أشكالها الدائرية بشكل مثالي. تم رسم الخطوط العريضة الختامية (أقسام من الرغوة تذوب في الأمواج، والمياه المتدفقة من الصخور، وما إلى ذلك) في قطع مبيضة شفافة. يتم تصوير رغوة الأمواج بتعرجات دقيقة عائمة تتكاثف في كثير من الأحيان إلى عناقيد متنوعة (على أسطح أكثر إشراقًا). تم تصوير الأشكال البشرية في ضربات الفرشات الزرقاء والأخضر الزمردي والأحمر والمغرة بطريقة عامة تصور حماسًا مشتركًا للبقاء.

### التقنية
تم العمل على قماش رقيق نادر متوسط الحبيبات مع معطف سفلي خفيف يتم وضعه على نقالة رئيسية. استخدم الرسام هذا النوع من القماش بالتساوي في العديد من الأعمال الأخرى. أثبت أخذ العينات الدقيقة لطلاء اللوحة عن طريق التحليل الطيفي بالأشعة تحت الحمراء، والكيماويات الدقيقة، والانبعاثات، والفوسفوريسنت وأنواع التحليل الكيميائي الحراري، أن مزيج الألوان من اللوحة هو الأكثر شيوعًا لأعمال إيفان إيفازوفسكي. القطعة لا تحمل علامات الدهانات التي لم يستخدمها الرسام أو نادرا ما يستخدمها.

## ملكية اللوحة
الوحة من مجموعة «أميرية ألمانيا» المشهورة،   في عام 2007 ، قام المالك الذي اشترى اللوحة في الأربعينيات من المجموعة الخاصة المذكورة بوضعها تحت مزاد سوذبيز في لندن. فيما بعد تم عرضها في معرض روائع الفنون الجميلة الروسية في متحف الدولة التاريخي في روسيا  ووصف الخبراء اللوحة بأنها تحفة فنية بارزة يشار إليها على أنها من بين أفضل القطع المعروضة في المزاد. في القسم الروسي من مزاد سوذبيز الذي عقد في 2007  تم بيع لوحة «غضب البحار» بمبلغ 513.300 جنيه إسترليني،  وهو ما يعادل أكثر من 1,000,000 دولار. حاليا، اللوحة محفوظة في مجموعة خاصة.